# Ladislav Luhový
Ladislav Luhový (8. dubna 1931 Púchov – 2015) byl slovenský a československý politik KSČ, za normalizace ministr všeobecného strojírenství Československé socialistické republiky.

## Biografie
Vyučil se a nastoupil jako soustružník do Závodů Klementa Gottwalda Považská Bystrica. Později absolvoval Slovenskou vysokou školu technickou v Bratislavě. Prodělal praxi v podniku Závody V. I. Lenina v Plzni a SONP Kladno a pak se stal mistrem v Strojírenských a metalurgických závodech Dubnica nad Váhom, kde se později stal vedoucím kovárny a od roku 1964 zástupcem výrobního náměstka. Roku 1965 přešel na pozici výrobního ředitele v Závodech těžkého strojírenství Martin. Zde se roku 1969 stal ekonomicko-výrobním ředitelem. Od roku 1970 vykonával funkci podnikového ředitele Strojírenských a metalurgických závodů v Dubnici nad Váhom a od roku 1972 generálního ředitele VHJ Závody na výrobu ložisek Považská Bystrica. V roce 1973 byl generálním ředitelem VHJ Závody těžkého strojírenství Martin.
V letech 1971-1986 se uvádí jako účastník zasedání Ústředního výboru Komunistické strany Slovenska. Členem ÚV KSS byl v období let 1971-1976. XV. sjezd KSČ ho zvolil členem Ústředního výboru Komunistické strany Československa a na tomto postu ho potvrdil i XVI. sjezd KSČ a XVII. sjezd KSČ. Bylo mu uděleno Vyznamenání Za zásluhy o výstavbu a Řád práce.
V červnu 1986 se stal ministrem všeobecného strojírenství v československé páté vládě Lubomíra Štrougala. Porfolio si udržel do konce funkčního období této vlády v dubnu 1988.